# Fechtweltmeisterschaften 2001
Die 49. Fechtweltmeisterschaften fanden 2001 in Nîmes (Frankreich) statt. Es wurden zwölf Wettbewerbe ausgetragen, sechs für Herren und sechs für Damen.

## Herren

### Florett, Einzel
| Platz | Land       | Sportler        |
| ----- | ---------- | --------------- |
| 1     | Italien    | Salvatore Sanzo |
| 2     | Frankreich | Loïc Attely     |
| 3     | Frankreich | Franck Boidin   |
|       | Frankreich | Brice Guyart    |

### Florett, Mannschaft
| Platz | Land       | Sportler                                                                   |
| ----- | ---------- | -------------------------------------------------------------------------- |
| 1     | Frankreich | Loïc Attely, Jean-Noël Ferrari, Brice Guyart, Franck Boidin                |
| 2     | Polen      | Adam Krzesiński, Sławomir Mocek, Tomasz Ciepły, Piotr Kiełpikowski         |
| 3     | Kuba       | Elvis Gregory, Oscar García, Raul Perojo Valdes, Eddy Patterson Betancourt |

### Degen, Einzel
| Platz | Land        | Sportler        |
| ----- | ----------- | --------------- |
| 1     | Italien     | Paolo Milanoli  |
| 2     | Schweiz     | Basil Hoffmann  |
| 3     | Frankreich  | Fabrice Jeannet |
|       | Deutschland | Oliver Lücke    |

### Degen, Mannschaft
| Platz | Land       | Sportler                                                     |
| ----- | ---------- | ------------------------------------------------------------ |
| 1     | Ungarn     | Krisztián Kulcsár, Iván Kovács, Géza Imre, Attila Fekete     |
| 2     | Estland    | Kaido Kaaberma, Nikolai Novosjolov, Sergej Vaht, Meelis Loit |
| 3     | Frankreich | Fabrice Jeannet, Hugues Obry, Rémy Delhomme, Jérôme Jeannet  |

### Säbel, Einzel
| Platz | Land       | Sportler             |
| ----- | ---------- | -------------------- |
| 1     | Russland   | Stanislaw Posdnjakow |
| 2     | Frankreich | Julien Pillet        |
| 3     | Polen      | Rafał Sznajder       |
|       | Frankreich | Matthieu Gourdain    |

### Säbel, Mannschaft
| Platz | Land     | Sportler                                                                   |
| ----- | -------- | -------------------------------------------------------------------------- |
| 1     | Russland | Stanislaw Posdnjakow, Sergei Scharikow, Alexei Frossin, Alexei Djatschenko |
| 2     | Ungarn   | Domonkos Ferjancsik, Kende Fodor, Balázs Lengyel, Zsolt Nemcsik            |
| 3     | Rumänien | Mihai Covaliu, Florin Zalomir, Florin Lupeică, Victor Găureanu             |

## Damen

### Florett, Einzel
| Platz | Land        | Sportlerin          |
| ----- | ----------- | ------------------- |
| 1     | Italien     | Valentina Vezzali   |
| 2     | Deutschland | Sabine Bau          |
| 3     | Rumänien    | Roxana Scarlat      |
|       | Russland    | Jekaterina Juschewa |

### Florett, Mannschaft
| Platz | Land               | Sportlerinnen                                                         |
| ----- | ------------------ | --------------------------------------------------------------------- |
| 1     | Italien            | Diana Bianchedi, Giovanna Trillini, Valentina Vezzali, Frida Scarpa   |
| 2     | Russland           | Jekaterina Juschewa, Swetlana Boiko, Olga Lobynzewa, Julija Chakimowa |
| 3     | Vereinigte Staaten | Erinn Smart, Ann Marsh, Iris Zimmermann, Felicia Zimmermann           |

### Degen, Einzel
| Platz | Land        | Sportlerin             |
| ----- | ----------- | ---------------------- |
| 1     | Deutschland | Claudia Bokel          |
| 2     | Frankreich  | Laura Flessel-Colovic  |
| 3     | Schweden    | Maria Isaksson         |
|       | Schweiz     | Gianna Hablützel-Bürki |

### Degen, Mannschaft
| Platz | Land     | Sportlerinnen                                                        |
| ----- | -------- | -------------------------------------------------------------------- |
| 1     | Russland | Tatjana Logunowa, Anna Siwkowa, Marija Masina, Tatjana Fachrutdinowa |
| 2     | Schweiz  | Gianna Hablützel-Bürki, Sophie Lamon, Diana Romagnoli, Tabea Steffen |
| 3     | Italien  | Cristiana Cascioli, Margherita Zalaffi, Elisa Uga, Veronica Rossi    |

### Säbel, Einzel
| Platz | Land          | Sportlerin        |
| ----- | ------------- | ----------------- |
| 1     | Frankreich    | Anne-Lise Touya   |
| 2     | Italien       | Ilaria Bianco     |
| 3     | Aserbaidschan | Jelena Schemajewa |
|       | Italien       | Gioia Marzocca    |

### Säbel, Mannschaft
| Platz | Land        | Sportlerinnen                                                              |
| ----- | ----------- | -------------------------------------------------------------------------- |
| 1     | Russland    | Jelena Netschajewa, Natalja Makejewa, Irina Baschenowa, Jelisaweta Gorscht |
| 2     | Rumänien    | Andreea Pelei, Cătălina Gheorghițoaia, Irina Drăghici                      |
| 3     | Deutschland | Sandra Benad, Sabine Thieltges, Doreen Häntzsch, Stefanie Kubissa          |